# Ходоњ
Ходоњ (рум. Hodoni) насеље је у Румунији у округу Тимиш у општини Кнез. Oпштина се налази на надморској висини од 103 m.

## Прошлост
По "Румунској енциклопедији" јавља се помен места "Одон" 1480. године. Устаници предвођени Ђерђ Дожом уништили су то насеље 1514. године. Ослобођење Баната 1717. године затекло је у месту 15 кућа. Живели су ту православни Срби и Румуни. Од 1849. године у Ходоњ се колонизују Немци, који ће до краја 19. века бити половина становништва.
Када је 1797. године пописан православни клир ту у Ходоњу су била три свештеника. Пароси, поп Траил Георгијевић (рукоп. 1780) знао је српски и румунски језик, а остали - Поповићи, поп Давид (1779) и поп Јован (1796) иако имају "српскија" (по форми) имена и презимена - служили су се искључиво румунским језиком.
Године 1844. спахија Манаси Георгије (Цинцарин) из Ходоња је приложио у Фонд Матице српске у Пешти 40 ф. прилога. Манасије је купио спахилуку ходоњски 1813. године.
Из Ходоња потиче Вићентије Бабеш (1821-1907) румунски правник, новинар и политичар.

## Становништво
Према подацима из 2021. године у насељу је живело 963 становника.

### Попис2002.
| Расподела становништва по националности 2002.‍ | Расподела становништва по националности 2002.‍ | Расподела становништва по националности 2002.‍ | Расподела становништва по националности 2002.‍ | Расподела становништва по националности 2002.‍ |
| --------------------------------------------- | --------------------------------------------- | --------------------------------------------- | --------------------------------------------- | --------------------------------------------- |
|                                               |                                               |                                               |                                               |                                               |
| Румуни                                        | Румуни                                        |                                               | 1.118                                         | 95,0%                                         |
| Мађари                                        | Мађари                                        |                                               | 20                                            | 1,7%                                          |
| Роми                                          | Роми                                          |                                               | 20                                            | 1,7%                                          |
| Украјинци                                     | Украјинци                                     |                                               | 8                                             | 0,7%                                          |
| Немци                                         | Немци                                         |                                               | 11                                            | 0,9%                                          |